# Sacra Famiglia con san Girolamo
La Sacra Famiglia con san Girolamo è un dipinto a olio su tavola (68x56 cm) di Correggio, databile al 1515 circa e conservato a Hampton Court.

## Storia
L'opera si può identificare con il “quadro sopra l'asse dipintovi la Madona con il Bambino in braccio, san Geronimo e san Gioseffo, con cornice intagliata e dorata lire 72. V.” registrato in una lista di dipinti presso Vincenzo I Gonzaga (a cui si riferisce la lettera “V.” della citazione) il 23 gennaio 1627.  Non si conosce se l'opera entrasse nelle collezioni Gonzaga grazie a Vincenzo I ma, dato il suo ben documentato interesse per l'arte del Correggio, questa resta l'ipotesi più plausibile. Del Correggio, Vincenzo I aveva provato senza successo ad acquistare, fra le altre, anche la Madonna di San Francesco e il Riposo durante la fuga in Egitto; fallendo laddove un altro importante principe, Francesco I d'Este, sarebbe riuscito quasi cinquant'anni dopo.
L'autore non era indicato ma quando il mercante fiammingo Daniel Nys si occupò dell'acquisto della collezione Gonzaga, per conto del re d'Inghilterra Carlo I, non ebbe problemi a riconoscervi la mano del Correggio. Nella sua corrispondenza il riferimento a una Madonna del Correggio con la testa di St. Iseppo sembra riferirsi proprio a questo dipinto che, per ragioni ancora sconosciute, fu fra le opere che non giunsero a Venezia presso il mercante. Il fatto che Nys scrivesse nel 1628, lamentandone l'assenza e specificando che “si doverà trovare”, dimostra che era consapevole del valore di quest'opera.
In ogni caso il dipinto giunse in Inghilterra ed entrò nella collezione di Carlo I (il cui stemma compare sul retro della tavola) sebbene il nome dell'autore non si trovi menzionato negli inventari reali. La paternità del Correggio fu quindi riconosciuta molto più tardi da Richter (1870) seguito da tutta la critica successiva. Come la Sacra Famiglia con san Giovannino di Orléans che ha evidenti affinità con il dipinto di Hampton Court, la datazione si aggira intorno agli anni della decorazione della Camera di San Paolo, forse in un momento immediatamente precedente.

## Descrizione e stile
Con una stretta inquadratura sono rappresentati Maria, sulle cui ginocchia sta il Bambino, che si rivolge a san Girolamo in basso a sinistra, mentre da dietro, a destra, affiora Giuseppe dall'oscurità. Le notazioni paesaggistiche dello sfondo boscoso sono poche e sintetiche. La fisionomia con le guance piene del Bambino rimanda a diverse opere di quegli anni, a partire dalla Madonna di San Francesco (lì usata per la prima volta in un angelo alla base del trono di Maria).
Stilisticamente si avvicina anche al San Girolamo di Madrid, con cui condivide, fra l'altro, un'antica provenienza Gonzaga. Evidenti sono i debiti leonardeschi, ripresi però in maniera autonoma, con un uso più intenso del colore e una maggiore libertà compositiva rispetto ai seguaci di Leonardo a Milano.